# Adrian Sherwood
Adrian Maxwell Sherwood (* 20. Januar 1958 in London) ist ein britischer Musikproduzent, Musiker und Labelbetreiber, der die Entwicklung des Dub maßgeblich beeinflusst hat.

## Leben
Seine Karriere begann mit der Zusammenarbeit mit Musikern wie Emperor Rosko, Judge Dread, Johnny Walker und Steve Barnard. Mit siebzehn wurde er Mitbegründer des Labels Carib Gems. Hier veröffentlichte er erste Scheiben von Prince Far I, von dem er auch musikalisch viel lernte.
Sherwood gründete mehrere Labels, darunter Hitrun Records (1978), auf dem das erste Roots Radics dub-set Dub to Africa und das erste „Kapitel“ der Crytuff Dub Encounter von Prince Far I herauskamen, Letzteres gemischt und koproduziert von Sherwood. Weniger bekannt sind Green Tea Records und Soundboy Records. Zu dieser Zeit produzierte er auch die Slits.
Sein bekanntestes Label ist On-U Sound Records (gegründet 1980). Die New Age Steppers, Bim Sherman, African Head Charge und Dub Syndicate sind wichtige Gruppen, die auf diesem Label veröffentlichten, viele davon wurden auch von Sherwood produziert. Auch mit anderen Größen des Dub- und Reggaebusiness, wie Mad Professor, arbeitete er zusammen.
In New York fand Adrian Sherwood sich mit dem Gitarristen Skip McDonald, dem Bassisten Doug Wimbish und dem Schlagzeuger Keith LeBlanc zusammen, die die Hausband des Rap-Labels Sugarhill Records waren. Zusammen produzierten sie unter wechselnden Namen diverse Stücke, die den Charakter von ON-U stark prägten. Vieles davon lief unter dem Projekt Tackhead, deren viertes Mitglied er als Mixologist ist.
Einer größeren Öffentlichkeit wurde Adrian Sherwood Mitte der 1980er bekannt, als er namhafte Künstler, wie Depeche Mode, die Einstürzenden Neubauten, Simply Red, Sinéad O’Connor und Ministry remixte und produzierte. Später kamen Gruppen wie Coldcut, Skinny Puppy und die Nine Inch Nails hinzu.
Adrian Sherwood produzierte auch in den 1990er Jahren weiterhin Reggae, unter anderem für Bim Sherman, Junior Delgado und die italienische Dub-Band Almamegretta.
Seit 2003 veröffentlicht Sherwood Soloalben unter seinem bürgerlichen Namen.

## Diskografie (Auswahl)

### Alben
- 1984: Voice of Authority – Very Big in America Right Now (Cherry Red)
- 1989: Barmy Army – The English Disease (On-U Sound)
- 2003: Adrian Sherwood – Never Trust a Hippy (Real World Records)
- 2006: Adrian Sherwood – Becoming a Cliché (Real World Records)
- 2009: Lee „Scratch“ Perry and Adrian Sherwood – Dub Setter (Beat Records)
- 2012: Adrian Sherwood – Survival & Resistance (Beat Records)
- 2015: Sherwood & Pinch – Late Night Endless (On-U Sound)

### Singles und EPs
- 1984: Voice of Authority – Very Big in America Right Now (Cherry Red)
- 1985: Adrian Sherwood Remix: Einstürzende Neubauten - Yü-Gung/Sand (Some Bizzare)
- 1988: Barmy Army – Billy Bonds M.B.E. (On-U Sound)
- 1988: Barmy Army – Sharp as a Needle (On-U Sound)
- 1990: Barmy Army – On the Terraces - Leroy's Boots (On-U Sound)
- 2001: Adrian Sherwood – Zero Zero One / Pass the Rizla (Green Tea)
- 2003: Adrian Sherwood – Hari Up Hari (Real World Records)
- 2005: Adrian Sherwood & Skip McDonald with Ghetto Priest – Auld Lang Syne c/w The Slave's Lament (Not On Label)
- 2012: Adrian Sherwood – Recovery Time (On-U Sound)
- 2013: Sherwood & Pinch – Bring Me Weed (On-U Sound)